# 亚历山德拉·西蒙斯-德里德
亚历山德拉·西蒙斯·德里德（德語：Alexandra Simons de Ridder，1963年10月29日—），德国女子马术运动员。她曾代表德国参加2000年夏季奥林匹克运动会马术比赛，获得团体盛装舞步赛金牌。